# Hadena dubia
Hadena dubia là một loài bướm đêm trong họ Noctuidae.